# Bänkman
Bänkman var under ståndsriksdagens tid en fullmäktig som i riddarhuset utsågs av dem som satt på samma bänk och hade till uppgift att rösta för de övriga. Bänkmansinstitutionen förekom under frihetstiden men avskaffades under den gustavianska tiden men återinfördes 1809.